# منتخب روسيا البيضاء لكأس فيد
منتخب روسيا البيضاء لكأس فيد (بالروسية: Сборная Белоруссии по теннису в Кубке Федерации)‏ هو ممثل روسيا البيضاء الرسمي في كرة المضرب في كأس فيد.